# Pulsar (Walibi Belgium)
Pour les articles homonymes, voir Pulsar.
Pulsar  est un circuit de montagnes russes lancées de type navette à Walibi Belgium, situé à Limal, dans la province du Brabant wallon, en Belgique. Ouvert le 4 juin 2016, il s'agit du premier exemplaire du modèle Power Splash (nl) développé par le constructeur Mack Rides.

## Parcours

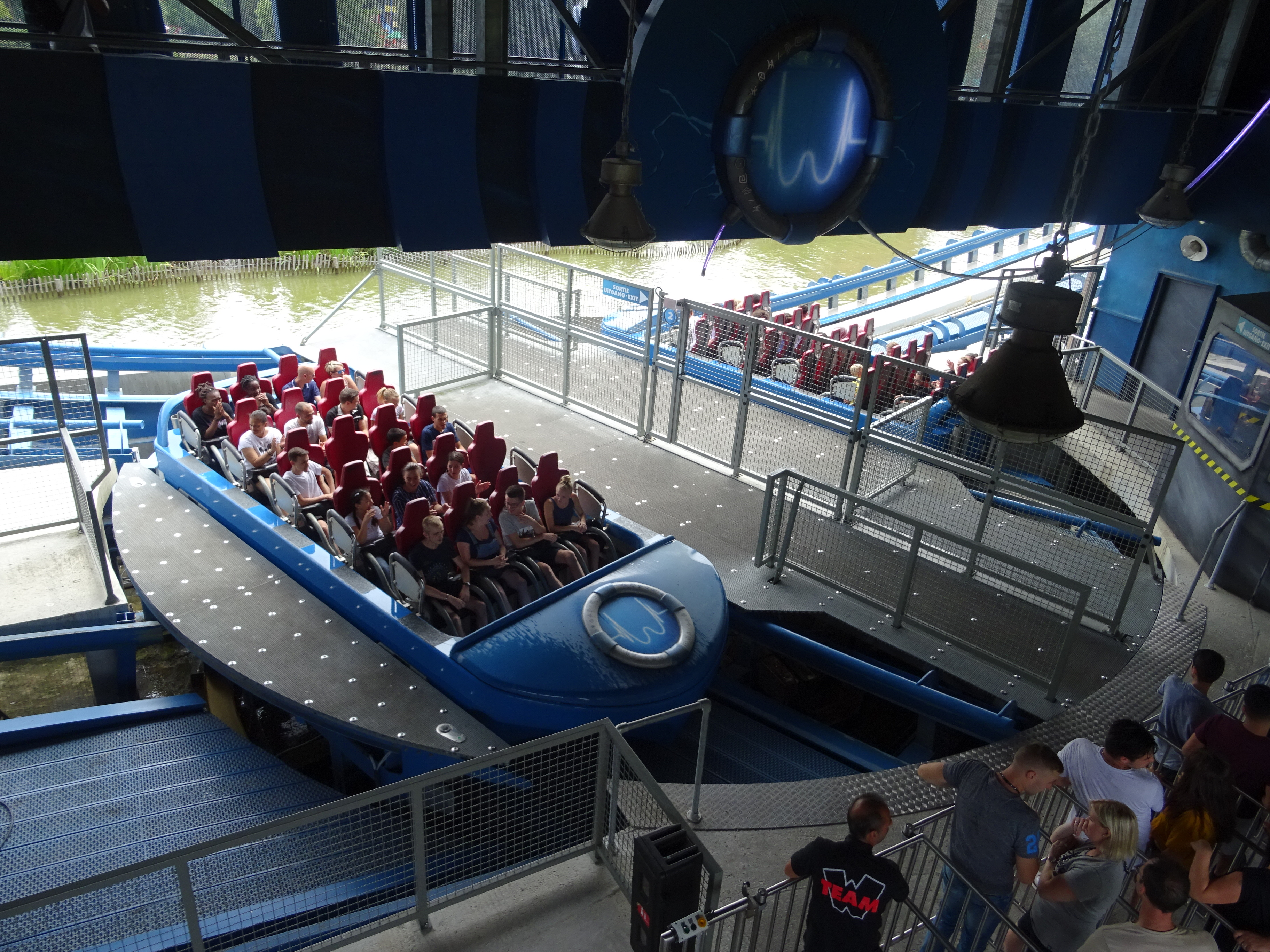
Vue de la station avec la navette sur une plateforme tournante.

Le wagon, en forme de bateau, est d'abord propulsé à 50 km/h en arrière en utilisant un moteur linéaire synchrone, il atteint une hauteur de 25 mètres sur une pente à 90°.
Après être descendu le wagon repasse sur le moteur pour être lancé en avant et atteindre 35 mètres de haut à une vitesse de 80 km/h.
La dernière poussée le propulse en arrière à 101 km/h ; pendant que le wagon monte à 45 mètres, un bassin se remplit d'eau. Le bateau redescend provoquant un splash.
Le trajet dure 70 secondes. Le coût total est de 8,5 millions d'euros.
Un second exemplaire totalement identique, mais jaune cette fois, Aquaman, est en fonction au parc Six Flags Texas